# اتحاد الولايات المتحدة لكرة القدم

الشعار السابق لاتحاد الولايات المتحدة لكرة القدم

تأسس اتحاد الولايات المتحدة لكرة القدم في عام 1913م وانضم إلى الإتحاد الدولي لكرة القدم في 1913م وإنضم إلى اتحاد أمريكا الشمالية لكرة القدم في 1961م.
الاتحاد الأمريكي لكرة القدم، الذي يُسمى عادة بالاتحاد الأمريكي، هو منظمة غير ربحية والمسؤل عن إدارة رياضة كرة القدم في الولايات المتحدة، يقع مقر الاتحاد في شيكاغو، وهو أحد الاعضاء الدائمين في الاتحاد الدولي لكرة القدم، ويحكم كرة القدم الأمريكية على المستويات الدولية واندية المحترفين والهواة، بما في ذلك المنتخبات الوطنية للرجال والنساء على حد سواء، الدوري المحلي لكرة القدم والمنظمات الشبابية وكرة القدم الشاطئية وكرة القدم للصالات والالعاب البارالمبية، يفرض الاتحاد الأمريكي لكرة القدم عقوبات على الحكام وينظم البطولات المحلية لكرة القدم في الولايات المتحدة، كما يُنظم الدوري المحلي لكرة القدم ويشرف على كأس الولايات المتحدة المفتوحة، وكأس شيبيليفيز وبطولة الامم، التنظيم والإدارة، تُدار كرة القدم الأمريكية من قبل هيئة ادارية معنية بشؤون كرة القدم، ومن بينهم سيندي بارلو كون الرئيسة الحالية وتدير كرة القدم الأمريكية منذ فترة طويلة، وهي بطلة كأس العالم للسيدات عام ١٩٩٩، بينما ويليام ويلسون يشغل منصب الرئيس التنفيذي والامين العام وهو الوكيل الرياضي لمجموعة wasserman media group، أعضاء الاتحاد الأمريكي لكرة القدم هم شخصيات ومنظمات تابعة إلى المجلس الوطني وهو الهيئة التي تمثل عضوية الاتحاد، ومن مهام المجلس الوطني انتخاب الرئيس ونائب الرئيس وتعديل اللوائح والموافقة على الميزانيات واقرار السياسات التي يتبناها المجلس، والاتحاد الأمريكي عضواً في الاتحاد الدولي لكرة القدم، وعضواً في اتحاد أمريكا الشمالية والوسطى والاتحاد الكاريبي (كونكاف) ويرتبط بعلاقة مع اللجنة الاولمبية الأمريكية واللجنة الاولمبية الدولية، يعقد الاتحاد الأمريكي اجتماعاً سنوياً، وعادة مايكون في شهر فبراير، وكل اربع سنوات يجري الاعضاء انتخاباً لرئيس الاتحاد ونائبه، شكل الاتحاد الأمريكي لكرة القدم في الخامس من أبريل عام ١٩١٣ وكان يعرف باسم رابطة كرة القدم في الولايات المتحدة، وتشكل في فندق استور هاوس في مانهاتن وفي الخامس عشر من شهر أغسطس ذات العام قُبلت الرابطة واحدة من اوائل الاتحادات داخل الاتحاد الدولي لكرة القدم والاولى من أمريكا الشمالة والوسطى، كان انتساب الاتحاد الأمريكي مؤقتاً، ولكن خلال مؤتمر الاتحاد الدولي لكرة القدم في العاصمة النرويجية اوسلو في ٢٤ يونيو عام ١٩١٤ قُبل الاتحاد الأمريكي لكرة القدم عضواً دائم في الاتحاد الدولي، اضافت الهيئة الادارية للرياضة في الولايات المتحدة كلمة كرة القدم إلى اسمها في عام ١٩٤٥، عندها سُمي اتحاد كرة القدم في الولايات المتحدة، بعد اطلاق هذه التسمية أصبحت كرة القدم مثل كلمة مستقلة لتعريف رياضة مختلفة تماماً في الولايات المتحدة، نظم الاتحاد الأمريكي العديد من مسابقات كرة القدم العالمية، بما في ذلك كأس العالم لكرة القدم عام ١٩٩٤ وكأس العالم للسيدات عام ١٩٩٩ و٢٠٠٣ وبطولات كرة القدم الاولمبية الصيفية لعام ١٩٨٤ و١٩٩٦، المقر ومركز التدريب الرئيسي
يقع مقر الاتحاد الأمريكي في كولورادو، نُقل بعدها إلى شيكاغو في عام ١٩٩١ في عهد الامين العام السابق هانك شتاينبريتش، ويسمى بيت الكرة الأمريكي، وتقع بنايته في شارع ساوث براير في شيكاغو ويتكون من قصرين جُددو في عام ١٨٠١، افتتح الاتحاد الأمريكي مركز التدريب الوطني في عام ٢٠٠٣ في كارسون كاليفورنيا، يشمل المجمع الذي تبلغ كلفته ١٤٠ مليون دولار أمريكي ويضم ملعب كرة قدم، وهو موطن فريق لوس انجلوس كالاكسي، إضافة إلى ذلك خُصصت ملاعب كرة قدم عشبية وملعب كرة قدم أمريكية، ومنطقة تدريب عامة خصيصًا لكرة القدم الأمريكية، وتقام عليها معسكرات تدريبية لكل الفئات، كانت كرة القدم الأمريكية تتطلع لبناء، المركز الوطني لتطوير التدريب في مدينة كانساس، وفي التاسع من أبريل عام ٢٠١٥، تلقى مركز التدريب بشارة الموافقة النهائية من الحكومة المحلية لبدء المشروع، ووافق الاتحاد الأمريكي لكرة القدم على عقد ايجار يمتد لعشرون عامًا، حيث من المقرر ان يبدأ المشروع في عام ٢٠١٦ وربما ينتهي في عام ٢٠١٧

## روابط خارجية
- USSF Main Site
- United States soccer terminology
- United States Youth Soccer
- Bert Patenaude's hat-trick, the first ever hat-trick scored in the FIFA World Cup
- Check out US scores, schedules, and other information